# Cecil Roberts
Pour les articles homonymes, voir Roberts.
Edric Cecil Mornington Roberts, né le 18 mai 1892 à Nottingham et mort le 20 décembre 1976, est un journaliste et romancier britannique.

## Biographie
Roberts naît et grandit à Nottingham ; il travaille comme journaliste pour le Liverpool Post pendant la Première Guerre mondiale, d'abord comme journaliste littéraire, puis comme correspondant de guerre. De 1920 à 1925, il est rédacteur en chef du Nottingham Journal. En 1922, il est candidat aux législatives pour le parti libéral. Dans les années 1930, il est critique littéraire pour The Sphere. Pendant la Seconde Guerre mondiale, Cecil Roberts travaille pour Lord Halifax, qui était alors ambassadeur de Grande-Bretagne aux États-Unis.
Malgré sa plume prolifique, Cecil Roberts est aujourd'hui un auteur presque oublié, ses romans ayant peut-être des intrigues jugées comme inconsistantes et ses personnages étant trop artificiels, le tout ficelé dans un arrière-fond de récits de voyage.

## Vie privée
Roberts était fort ambitieux. À ses 21 ans, il s'est dressé une liste d'objectifs à atteindre dans les quinze ans. Cela comprenait: la notoriété; une carrière solide de romancier; être élu en tant que député; avoir une résidence à la campagne et un pied-à-terre à Londres; être marié et avoir deux fils et une fille. Certains de ces objectifs sont atteints, mais certainement pas le dernier, car en privé il prétendait qu'il avait couché avec Laurence Olivier, Ivor Novello, le baron Gottfried von Cramm, Somerset Maugham, le duc de Kent, etc. Cependant, son autobiographie en plusieurs volumes est étonnamment discrète, Roberts ayant du reste déclaré : « Je ne veux pas de "succès de scandale" » et qu'il « avait la nausée de cette école d'écrivains qui regardaient par le trou de la serrure. ». Roberts était un ami de jeunesse d'Evelyn Waugh.
Plus tard, devenu de plus en plus snob et prolifique, ses récits ennuyaient par leurs accumulations de noms,, un confrère le critiquant comme un vieil irascible remuant des commérages. D'après une de ses nécrologies, ce qui pouvait « fasciner en lui, c'était son côté égocentrique. Il était toujours infatué de lui-même et de ses actions et réussit bizarrement à transmettre cela à d'autres, même contre leur volonté...La vie de Roberts ressemblait à un Grand Tour parsemé de lieux ensoleillés, de grands seigneurs et d'hôtesses charmantes, dont il était le délicat pèlerin littéraire. ».
Il fit don de ses archives au Churchill College à Cambridge en 1975.

## Publications
- Phyllistrata (1913)
- Through the Eyes of Youth (1914)
- The Youth of Beauty (1915)
- Collected War Poems (1916)
- The Chelsea Cherub (1917) roman
- Twenty-Six (1917)
- Charing Cross (1918)
- Training the Airmen (1919)
- Poems (1920)
- A Tale of Young Lovers (1922) drame poétique
- Scissors (1923) roman
- Sails of Sunset (1924) roman
- The Love Rack (1925) roman
- Little Mrs. Manington (1926) roman
- The Diary of Russell Beresford (1927) éd.
- Sagusto (1927) roman
- David and Diana (1928) roman
- Goose Fair (1928)
- Indiana Jane (1929) roman
- Pamela's Spring Song (1929) roman (@)
- Goose Fair (1929)
- Havana Bound (1930) roman
- Spears Against Us (1930) roman (@)
- Bargain Basement (1931) roman
- Half Way: an autobiography (1931)
- Alfred Fripp (1932) biographie
- Pilgrim Cottage (1933) trilogie: comprend : The Guests Arrive et Volcano (*)
- The Pilgrim Cottage Omnibus (*)
- Gone Rustic (1934) (*)
- The Guests Arrive (1934) (*)
- Volcano (1935) (*)

- Gone Rambling (1935) (*)

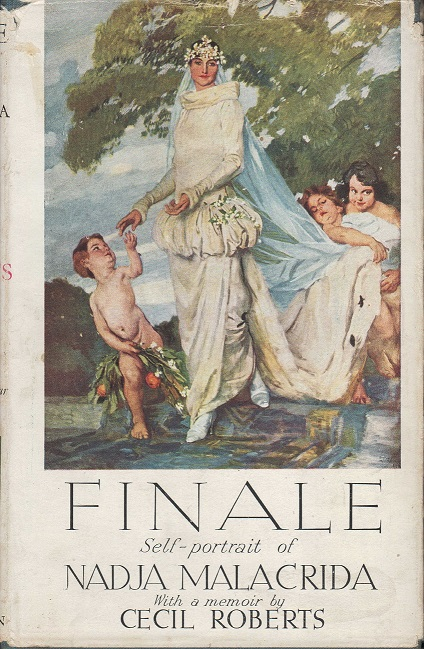
Finale. Self-portrait of Nadja Malacrida, couverture d'Ettore Tito.

- Cecil Roberts, Finale. Self-portrait of Nadja Malacrida, Londres, Hutchinson & Co, 1935 (OCLC 561516208)
- Gone Afield (1936) (*)
- Gone Sunwards (1936) (*)
- Victoria, Four-Thirty (1937) roman (@)
- They Wanted to Live (1939) roman (@)
- And So to Bath (1940) (*)
- A Man Arose (1941) poème sur Winston Churchill
- Letters from Jim (1941) éd.
- One Small Candle (1942)
- So Immortal a Flower (1944)
- The Labyrinth (1944)
- And So to America (1946)
- Eight for Eternity (1947)
- And So to Rome (1950)
- A Terrace in the Sun (1951)
- One Year of Life (1952) Mémoires
- The Remarkable Young Man (1954)
- Portal to Paradise: an Italian excursion (1955)
- Love Is Like That (1957)
- Selected Poems (1960)
- Wide Is the Horizon (1962)
- Grand Cruise (1963)
- A Flight of Birds (1966)
- The Growing Boy (1967) autobiographie (i)
- The Years of Promise autobiographie (ii)
- The Bright Twenties (1970) autobiographie (iii)
- Sunshine and Shadow (1972) autobiographie (iv)
- Pleasant Years (1974) autobiographie (v)
- Wings poème

(*)=The "Pilgrim Cottage" books
(@)=The "Inside Europe" novels